# NGC 2194
NGC 2194 (również OCL 495) – gromada otwarta znajdująca się w gwiazdozbiorze Oriona. Odkrył ją William Herschel 11 lutego 1784 roku. Jest położona w odległości ok. 12,3 tys. lat świetlnych od Słońca.